# 桂枝湯
桂枝湯（けいしとう）は、漢方薬の一種。出典は傷寒論・金匱要略。

## 適応症
- かぜの初期（体力虚弱で汗が出る者）
- 悪寒、発熱、頭痛、自然発汗
- 太陽病

## 組成
桂枝（去皮）・芍薬・大棗・生姜・甘草
葛根湯から、葛根と麻黄を除いた基本方剤である。

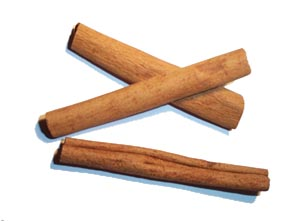
桂皮
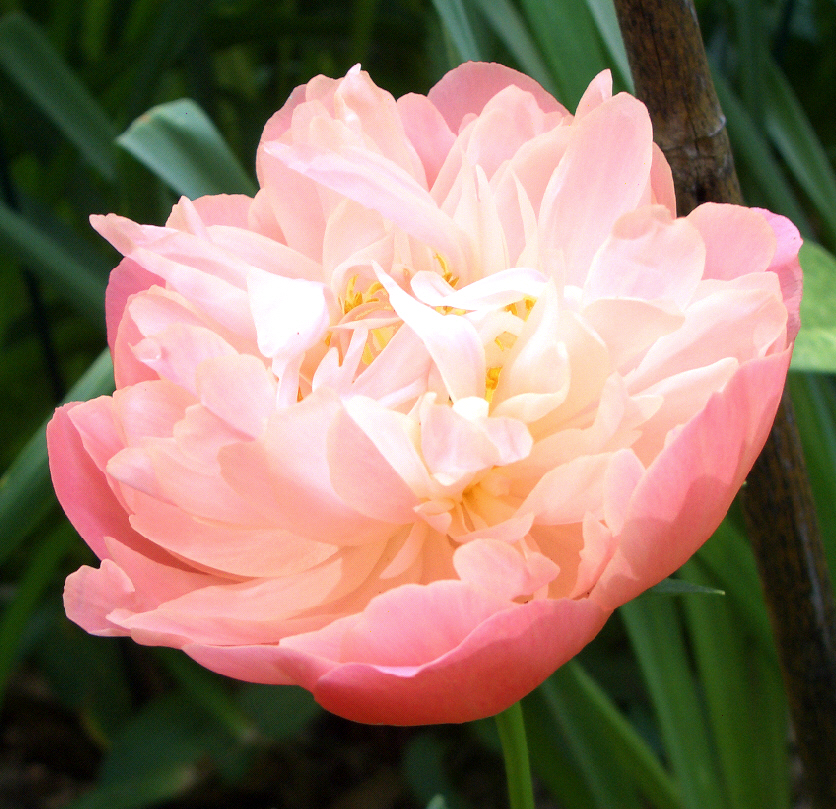
芍薬
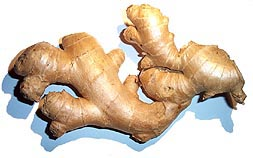
生姜
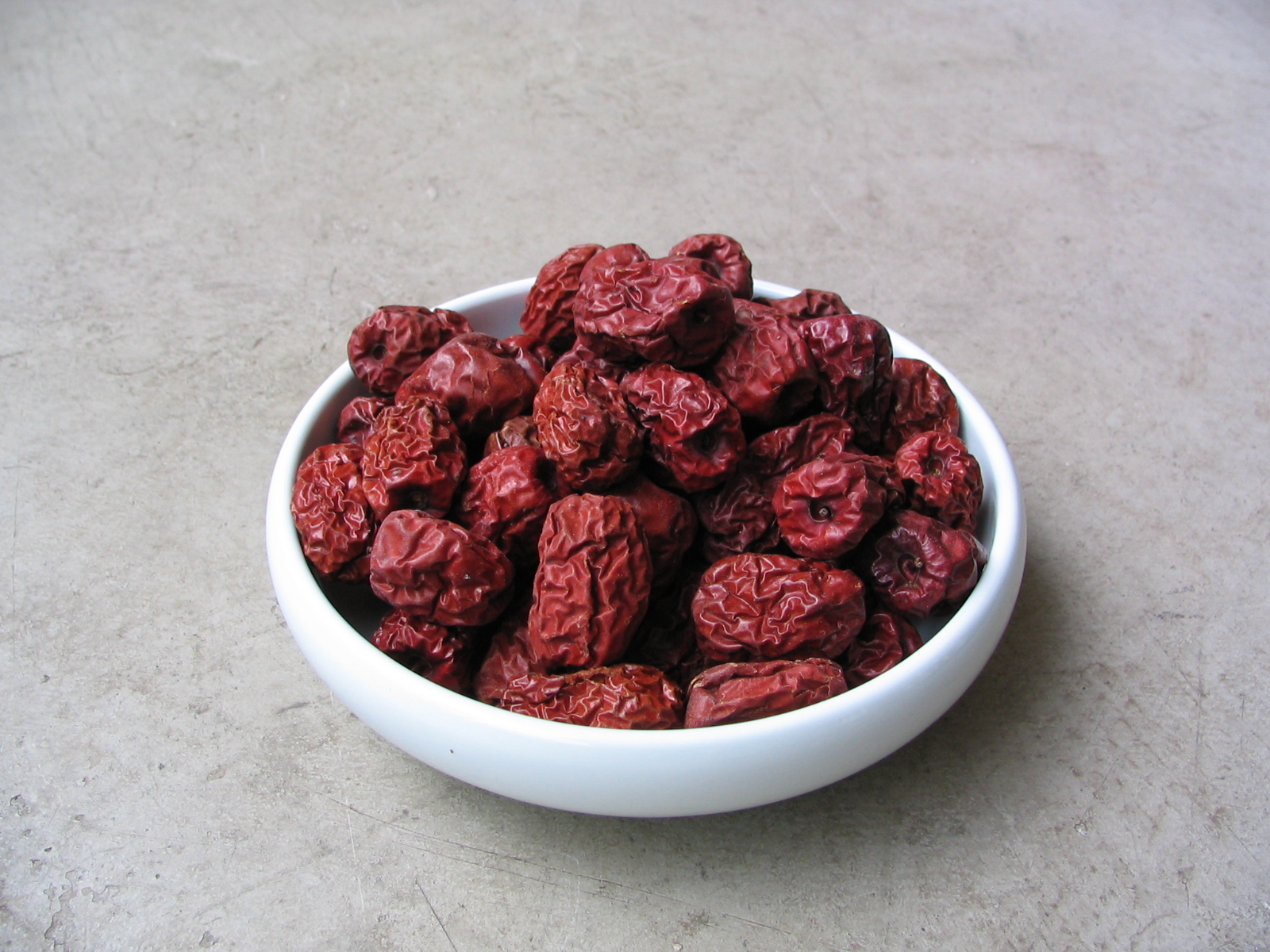
大棗
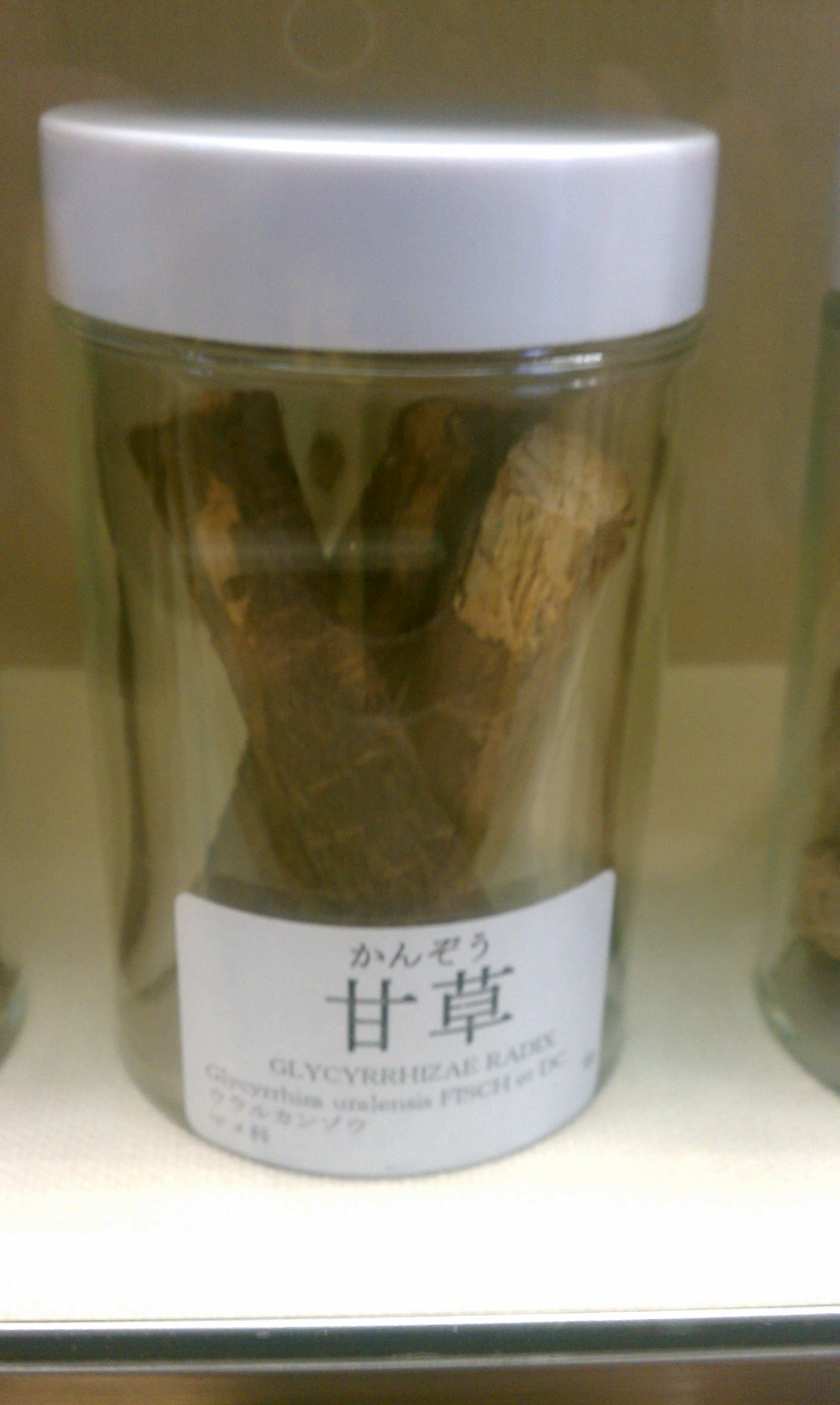
甘草

## 副作用
次の副作用がある。
- 重大な副作用 - 偽アルドステロン症、ミオパシー
- その他 - 発疹、発赤、掻痒

## 注意事項
高齢者は生理機能が低下し、妊産婦、小児は安全性が未確立であり、注意が必要である。
次の薬剤との併用により、偽アルドステロン症、ミオパシーが出現しやすくなる。
1. 甘草含有製剤
2. グリチルリチン酸及びその塩類を含有する製剤

## 関連する方剤
- 桂枝加芍薬湯 - 桂枝湯＋芍薬[注 2]
- 小建中湯 - 桂枝加芍薬湯＋膠飴
- 桂枝加竜骨牡蛎湯 - 桂枝湯＋竜骨＋牡蛎